# Quan hệ Trung Quốc – Hàn Quốc

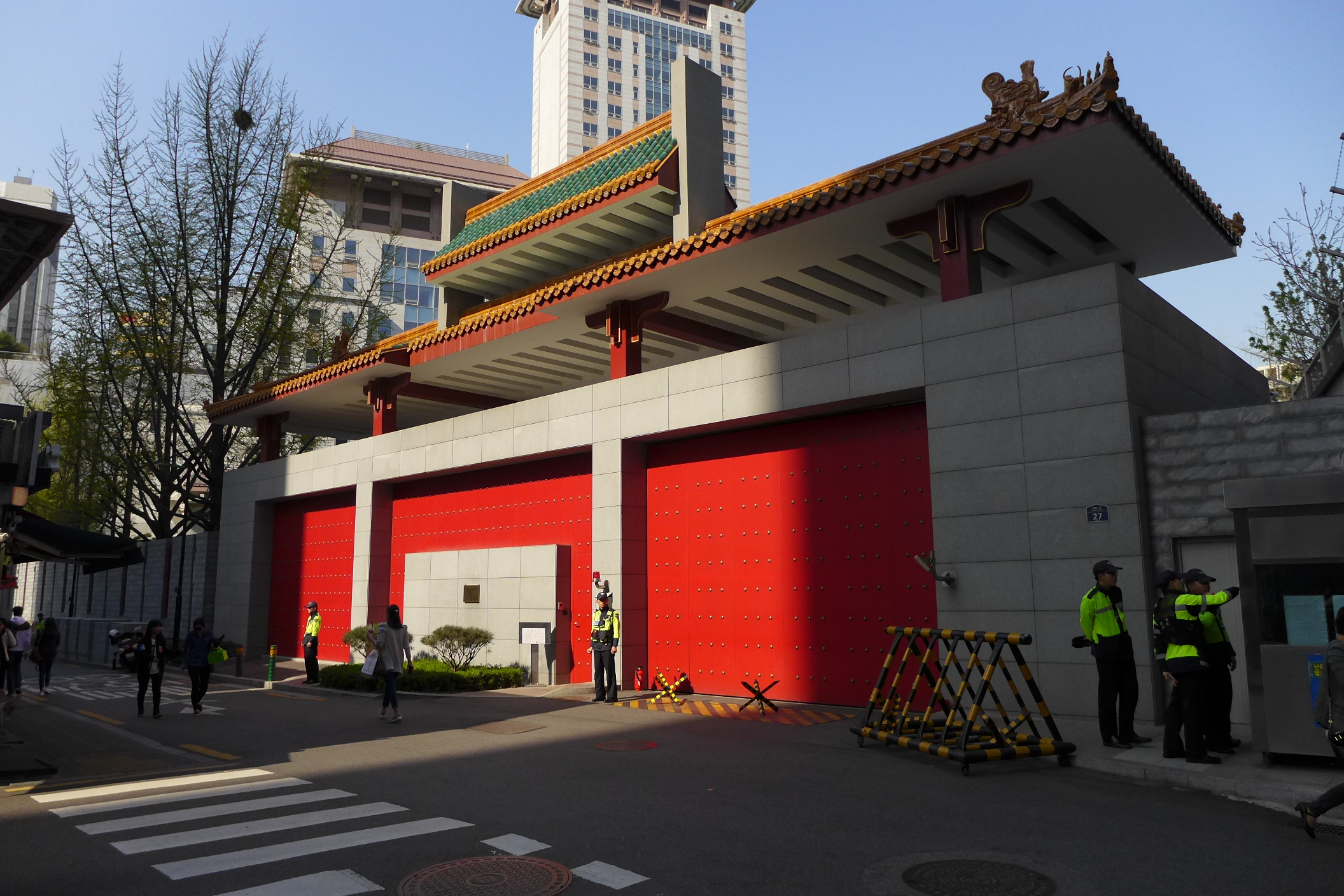
Đại sứ quán Trung Quốc tại thủ đô Seoul, Hàn Quốc

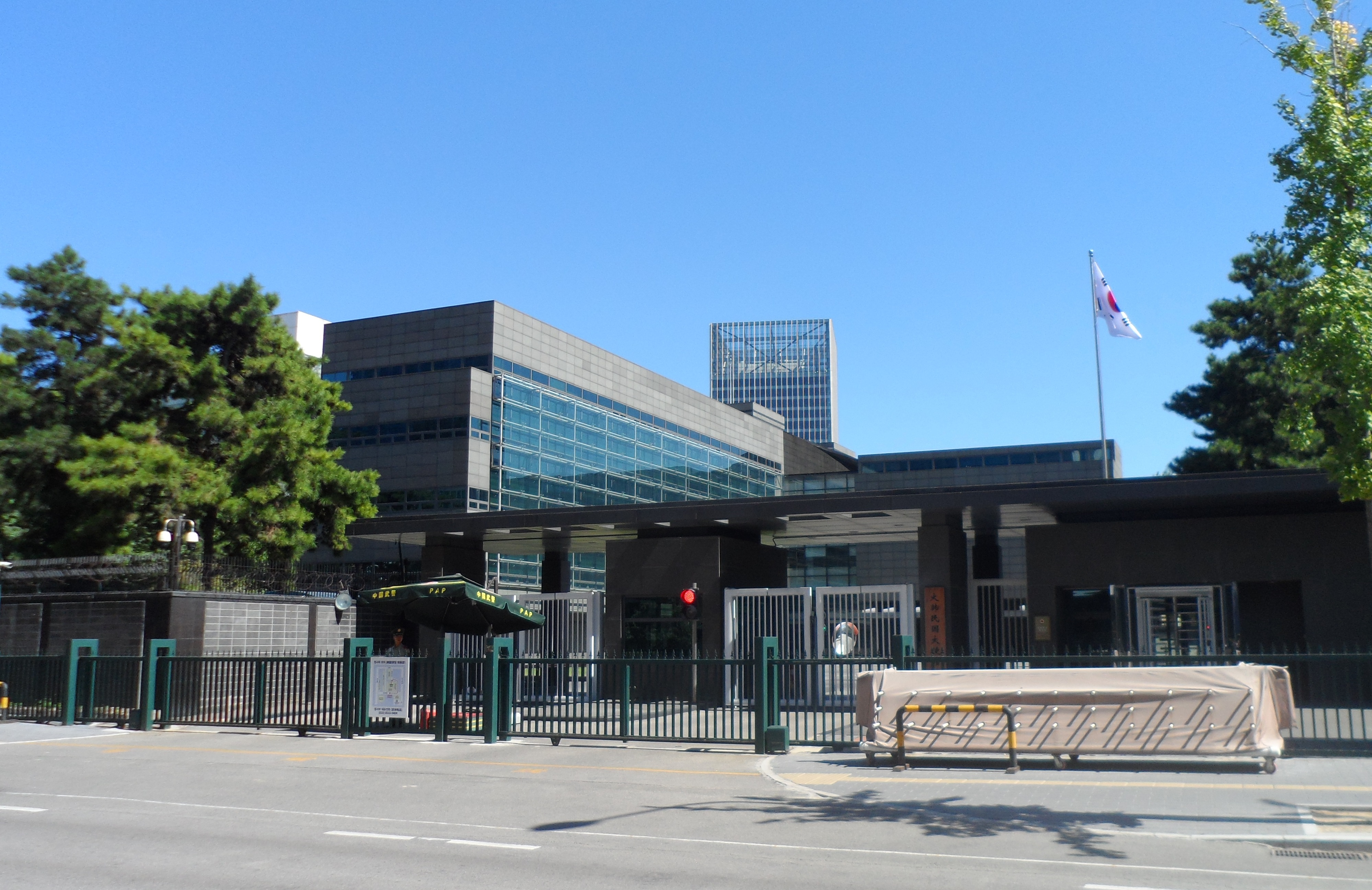
Đại sứ quán Hàn Quốc tại thủ đô Bắc Kinh, Trung Quốc

Quan hệ Trung Quốc – Hàn Quốc là quan hệ ngoại giao giữa Cộng hòa Nhân dân Trung Hoa (Trung Quốc) và Đại Hàn Dân Quốc (Hàn Quốc), được chính thức thiết lập vào những năm 1990. Trước đó, CHND Trung Hoa chỉ công nhận Cộng hòa Dân chủ Nhân dân Triều Tiên (Bắc Triều Tiên) trong khi đó Hàn Quốc cũng chỉ công nhận Trung Hoa Dân Quốc (Đài Loan). Trong những năm gần đây, Trung Quốc và Hàn Quốc đã nỗ lực thúc đẩy quan hệ đối tác chiến lược và hợp tác trong nhiều lĩnh vực, cũng như thúc đẩy mối quan hệ cấp cao. Đặc biệt, thương mại, du lịch và chủ nghĩa đa văn hóa là những nhân tố quan trọng nhất trong việc tăng cường quan hệ đối tác hợp tác giữa hai nước láng giềng. Mặc dù vậy, các xung đột lịch sử, tranh chấp chính trị và căng thẳng văn hóa vẫn đóng một số vai trò nhất định đối với quan hệ giữa Hàn Quốc và Trung Quốc.
Mối quan hệ xấu đi đáng kể sau khi Hàn Quốc công bố ý định triển khai THAAD, một động thái bị Trung Quốc phản đối mạnh mẽ. Trung Quốc đã áp đặt một lệnh tẩy chay không chính thức đối với Hàn Quốc nhằm ngăn họ triển khai hệ thống tên lửa. Tuy nhiên, vào cuối tháng 10/2017, hai nước đã chấm dứt tranh chấp ngoại giao kéo dài 1 năm và đang nỗ lực nhanh chóng để đưa mối quan hệ trở lại đúng hướng, từ đó tăng cường trao đổi và hợp tác lẫn nhau, tạo sự hài hòa về lợi ích, nối lại trao đổi và hợp tác trong mọi lĩnh vực. Tất cả các lệnh cấm kinh tế và văn hóa từ Trung Quốc đối với Hàn Quốc cũng được dỡ bỏ do hợp tác chính trị và an ninh, các doanh nghiệp và trao đổi văn hóa giữa hai nước trở lại trạng thái lành mạnh.
Sau khi nối lại quan hệ, Trung Quốc và Hàn Quốc đã và đang tổ chức các chuyến thăm cấp tổng thống và chính phủ, cùng làm việc trên Bán đảo Triều Tiên, hỗ trợ sự phát triển của các quốc gia khác và hợp tác trong nhiều lĩnh vực.

## Lịch sử

### Chiến tranh Triều Tiên
Cộng hòa Nhân dân Trung Hoa khi vừa mới thành lập đã tham gia Chiến tranh Triều Tiên từ năm 1950 đến năm 1953, gửi Quân tình nguyện nhân dân chiến đấu cùng với Liên Xô chống lại quân đội Hoa Kỳ và Liên Hợp Quốc vào tháng 10 năm 1950. Lực lượng này đã đánh đuổi thành công lực lượng LHQ ra khỏi Triều Tiên, nhưng cuộc tấn công của chính nó vào miền Nam đã bị đẩy lùi. Sự tham gia của PVA đã làm căng thẳng quan hệ giữa Hàn Quốc và Trung Quốc. Chiến tranh Triều Tiên kết thúc vào tháng 7 năm 1953, dẫn đến việc thành lập Khu phi quân sự Triều Tiên, và cuối cùng là quân Trung Quốc rút khỏi Bán đảo Triều Tiên. Mặc dù vậy, quân đội Mỹ vẫn ở lại Hàn Quốc cho đến ngày nay.

### Chiến tranh Lạnh
Trong suốt Chiến tranh Lạnh, không có quan hệ chính thức nào giữa CHND Trung Hoa và Hàn Quốc. CHND Trung Hoa duy trì quan hệ chặt chẽ với Triều Tiên, và Hàn Quốc duy trì quan hệ ngoại giao với Trung Hoa Dân Quốc tại Đài Loan. Điều này đã cản trở thương mại giữa Seoul và Bắc Kinh, vì Hàn Quốc không thể bảo vệ công dân và lợi ích kinh doanh của mình ở Trung Quốc nếu không có một số hình thức thỏa thuận quốc tế. Các nhu cầu kinh tế của Bắc Kinh liên quan đến Hàn Quốc ban đầu bị che lấp bởi các nhu cầu của Moscow.

#### Quan hệ dưới thời Park và Chun (1961–1988)
Tổng thống Park Chung-hee đã khởi xướng và Tổng thống Chun Doo-hwan đã thúc đẩy chính sách thiết lập quan hệ với Trung Quốc và Liên Xô, đồng thời nỗ lực cải thiện quan hệ với Triều Tiên. Trung Quốc và Liên Xô đã có sự thay đổi đáng kể trong việc xác định tương lai của Bán đảo Triều Tiên. Do đó, mối quan hệ tốt đẹp với các đồng minh cũ của Triều Tiên là không thể thiếu trong chính sách Nordpolitik.
Liên lạc chính thức của Seoul với Bắc Kinh bắt đầu bằng việc hạ cánh của chuyến bay CAAC 296 bị cướp vào tháng 5 năm 1983. Trung Quốc đã cử một phái đoàn gồm ba mươi ba quan chức đến Seoul để đàm phán việc trao trả. Điều này đánh dấu sự khởi đầu của một loạt các cuộc trao đổi bình thường của các công dân hai nước. Ví dụ, vào tháng 3 năm 1984, một đội quần vợt Hàn Quốc đã đến thăm Côn Minh để tham dự trận đấu Davis Cup với đội Trung Quốc. Vào tháng 4 năm 1984, một đội bóng rổ Trung Quốc gồm ba mươi bốn thành viên đến Seoul để tham gia Giải vô địch bóng rổ trẻ em châu Á lần thứ VIII. Một số quan chức Trung Quốc được cho là đã đến thăm Hàn Quốc một cách lặng lẽ để kiểm tra các ngành công nghiệp của nước này, trong khi các quan chức Hàn Quốc đến thăm Trung Quốc để tham dự một loạt các hội nghị quốc tế.

#### Cuối những năm 1980
Các liên hệ cá nhân Hàn Quốc-Trung Quốc tích cực đã được khuyến khích. Các học giả, nhà báo và đặc biệt là các gia đình bị chia rẽ giữa Hàn Quốc và Trung Quốc đã có thể trao đổi các chuyến thăm tự do vào cuối những năm 1980. Một số lượng đáng kể công dân của mỗi quốc gia cư trú tại quốc gia kia. Tính đến  năm 2009, hơn 600.000 công dân CHND Trung Hoa cư trú tại Hàn Quốc, trong đó 70% là người dân tộc Triều Tiên đến từ tỉnh Tự trị Triều Tiên Yanbian ở tỉnh Cát Lâm của Trung Quốc và các vùng khác của Trung Quốc, trong khi khoảng 560.000 công dân Hàn Quốc sống ở Trung Quốc.
Tuy nhiên, trong thời kỳ này, những rào cản đáng kể đối với các mối quan hệ và thương mại mạnh mẽ vẫn tồn tại. Sự vắng mặt của bất kỳ biện pháp bảo vệ nào được cung cấp bởi các quan hệ chính thức vẫn còn. Bắc Kinh gần gũi hơn về mặt chính trị với Bình Nhưỡng, và quan hệ với Bắc Triều Tiên vẫn căng thẳng và thiếu tin tưởng.
Sau cuộc biểu tình ở Quảng trường Thiên An Môn, Bình Nhưỡng đã công khai ủng hộ hành động của Bắc Kinh. Mặt khác, Seoul đã không dung túng hay lên án các hành động ở Quảng trường Thiên An Môn.

## Hậu Chiến tranh Lạnh, Cải cách và Mở cửa

Những quốc gia đã ký kết các văn bản hợp tác liên quan đến Sáng kiến Vành đai và Con đường

Thương mại giữa hai nước vẫn tiếp tục tăng, đặc biệt là sau khi CHND Trung Hoa cải cách và mở cửa. Hơn nữa, Trung Quốc đã cố gắng làm trung gian hòa giải giữa Triều Tiên và Mỹ; giữa Triều Tiên và Nhật Bản; đồng thời khởi xướng và thúc đẩy các cuộc đàm phán ba bên – giữa Bình Nhưỡng, Seoul và Washington.
Hàn Quốc từng là đồng minh của Trung Hoa Dân Quốc. Tuy nhiên, vào năm 1992, quan hệ ngoại giao giữa Seoul và Đài Bắc đã bị cắt đứt. Ngày 24 tháng 8 năm 1992 quan hệ ngoại giao chính thức được thiết lập giữa Seoul và Bắc Kinh. Đến năm 2004, Trung Quốc đã trở thành đối tác thương mại hàng đầu của Hàn Quốc.
Sau khi KORUS FTA (Hiệp định Thương mại Tự do Hoa Kỳ – Hàn Quốc) được hoàn tất vào ngày 30 tháng 6 năm 2007, chính phủ Trung Quốc ngay lập tức bắt đầu tìm kiếm một hiệp định FTA với Hàn Quốc. Hiệp định Thương mại Tự do Trung Quốc - Hàn Quốc được hoàn tất vào ngày 20 tháng 12 năm 2015. Các loại thuế quan đối với 958 sản phẩm bao gồm thiết bị y tế, máy biến áp, v.v. Vào ngày 1 tháng 1 năm 2016, thuế quan đã được xóa bỏ đối với 5.779 sản phẩm trong 2 năm. Ngoài ra, trong 10 năm nữa, người ta ước tính rằng thuế quan của Trung Quốc sẽ giảm dần và được xóa bỏ đối với 5.846 sản phẩm. Hàn Quốc đang có thặng dư thương mại với Trung Quốc, đạt mức kỷ lục 32,5 tỷ USD vào năm 2009 và tổng kim ngạch thương mại giữa hai quốc gia đã vượt 300 tỷ USD vào năm 2014.
Vào ngày 29 tháng 11 năm 2010, một bức điện ngoại giao của Hoa Kỳ bị rò rỉ đề cập đến hai quan chức Trung Quốc không rõ danh tính nói với Thứ trưởng Ngoại giao Chun Yung-woo khi đó là CHND Trung Hoa sẽ ủng hộ một Triều Tiên thống nhất dưới chính phủ của Nam Triều Tiên, miễn là nước này không thù địch với Trung Quốc.
Vào ngày 10 tháng 1 năm 2011, Bộ Ngoại giao và Thương mại (MOFAT) đã thành lập hai nhóm chuyên gia Trung Quốc và chuyên gia ngôn ngữ trực thuộc bộ phận xử lý các vấn đề Trung Quốc với nỗ lực tăng cường ngoại giao. Một nhóm phân tích sẽ báo cáo về các diễn biến chính trị, kinh tế và đối ngoại ở Trung Quốc, và một nhóm giám sát bao gồm bảy chuyên gia ngôn ngữ sẽ báo cáo về tình cảm của công chúng ở Trung Quốc. Viện Ngoại giao và An ninh Quốc gia (IFANS), một tổ chức tư vấn trực thuộc MOFAT, cũng đã thành lập một trung tâm dành riêng cho các vấn đề Trung Quốc, sẽ hoạt động như một trung tâm đối chiếu các nghiên cứu về Trung Quốc được thực hiện tại Hàn Quốc.
Hội nghị thượng đỉnh Park-Xi năm 2013 cho thấy hứa hẹn về mối quan hệ ấm lên, nhưng điều này nhanh chóng bị nguội lạnh sau khi Trung Quốc mở rộng Vùng Nhận dạng Phòng không (Biển Hoa Đông) trên lãnh thổ Hàn Quốc. Mặc dù vậy, vào tháng 7 năm 2014, ông Tập đã đến thăm Hàn Quốc trước đồng minh truyền thống là Triều Tiên và trong cuộc hội đàm, cả hai nhà lãnh đạo đều khẳng định ủng hộ bán đảo Triều Tiên phi hạt nhân và các cuộc đàm phán hiệp định thương mại tự do đang diễn ra. Cả hai nhà lãnh đạo cũng bày tỏ quan ngại về việc Thủ tướng Nhật Bản Shinzō Abe giải thích lại Điều 9 của Hiến pháp Nhật Bản.

## Căng thẳng giữa Hàn Quốc và Trung Quốc

### Đánh bắt cá bất hợp pháp từ Trung Quốc
Vào tháng 10/2016, Hàn Quốc đã đệ đơn khiếu nại chính thức với Bắc Kinh cáo buộc tàu đánh cá Trung Quốc đâm và đánh chìm một tàu tuần duyên của Hàn Quốc. Vụ việc xảy ra vào ngày 7/10 khi các nhân viên tuần duyên Hàn Quốc đang cố gắng ngăn chặn khoảng 40 tàu đánh cá Trung Quốc bị nghi đánh bắt trái phép ngoài khơi bờ biển phía Tây Hàn Quốc. Các vụ xâm nhập trái phép của Trung Quốc vẫn tiếp diễn và ngày 1 tháng 11 năm 2016, các tàu Hàn Quốc đã nổ súng vào các tàu Trung Quốc bất hợp pháp. Không có thương vong được báo cáo.

### Triển khai THAAD tại Hàn Quốc

#### Bối cảnh

Khách du lịch Trung Quốc đến Hàn Quốc và tỷ lệ hàng năm. Từ tháng 3/2017, con số này đã giảm mạnh để trả đũa việc Hàn Quốc lắp đặt THAAD

Cuối năm 2016, Mỹ và Hàn Quốc đã cùng tuyên bố triển khai Hệ thống Phòng thủ Khu vực Tầm cao Giai đoạn cuối (THAAD), được cho là nhằm đối phó với các mối đe dọa hạt nhân và tên lửa của Bắc Triều Tiên. Mỹ khẳng định việc triển khai THAAD "hoàn toàn là một biện pháp phòng thủ... chỉ nhằm vào Triều Tiên" và không có ý định đe dọa lợi ích an ninh của Trung Quốc. Nhưng Trung Quốc liên tục bày tỏ sự phản đối trước quyết định của Hàn Quốc và Mỹ vì lo ngại việc triển khai THAAD có thể là biện pháp của Mỹ để kiềm chế Trung Quốc.
Theo Reuters, Yang Uk, một chuyên gia quân sự tại Diễn đàn Quốc phòng và An ninh Hàn Quốc cho biết: "Chính Trung Quốc, chứ không phải Triều Tiên, là người không thoải mái nhất với ý tưởng triển khai THAAD ở Hàn Quốc. Bắc Kinh phản đối THAAD và radar mạnh của nó có thể nhìn sâu vào lãnh thổ Trung Quốc, nói rằng nó làm đảo lộn cán cân an ninh khu vực.

#### Phản đối từ Trung Quốc
Tuyên bố rằng THAAD sẽ làm suy yếu khả năng răn đe hạt nhân của chính Trung Quốc, Đại sứ Qiu Guohong của Trung Quốc cảnh báo rằng việc triển khai THAAD có thể "phá hủy" quan hệ Trung Quốc – Hàn Quốc ngay lập tức, trong khi người phát ngôn của Tổng thống Hàn Quốc cảnh báo Trung Quốc rằng việc triển khai THAAD là "vấn đề chúng tôi sẽ quyết định theo an ninh và lợi ích quốc gia của chúng tôi".
Đối với mục tiêu của một hòa dịu (một thư giãn căng thẳng), Trung Quốc và Hàn Quốc đã tổ chức một hội nghị thượng đỉnh ở Hàng Châu, miền đông Trung Quốc, vào ngày 5 tháng 9 năm 2016 với các nhà lãnh đạo của mỗi bên Tập Cận Bình và Park Geun-Hye để thảo luận về vấn đề của THAAD. Trong hội nghị thượng đỉnh, bà Park nhấn mạnh lại rằng việc triển khai THAAD chỉ nhằm mục đích chống lại Triều Tiên và không có lý do gì khiến lợi ích an ninh của Trung Quốc phải lo lắng. Tuy nhiên, ông Tập nhắc lại lập trường cứng rắn của Trung Quốc chống lại việc triển khai THAAD, nói rằng nó có thể "làm gia tăng tranh chấp". Tuy nhiên, hai nước vẫn nhấn mạnh lịch sử lâu dài của mối quan hệ và nhất trí rằng một mối quan hệ song phương ổn định và lành mạnh sẽ mang lại lợi ích cho cả hai nước.

#### Ảnh hưởng của THAAD đối với nền kinh tế Hàn Quốc

Doanh số bán hàng và tỷ lệ hàng năm của Hyundai Motor ở Trung Quốc. Từ tháng 3/2017, doanh số bán xe hơi của các đơn vị đã giảm mạnh do việc lắp đặt THAAD

Với quyết định của Hàn Quốc vào năm 2017 trong việc chấp nhận triển khai THAAD ở nước này, mặc dù chính phủ Trung Quốc né tránh các biện pháp và biện pháp trừng phạt chính thức, họ đã kêu gọi người dân của mình thông qua các phương tiện truyền thông chính thức bày tỏ sự không hài lòng và ác ý với Hàn Quốc về động thái này. Công dân Trung Quốc được phép tụ tập để phản đối. Các phương tiện truyền thông đã đưa tin về việc người dân tẩy chay các sản phẩm của Hàn Quốc như ô tô Hyundai, hàng hóa Hàn Quốc bị loại bỏ khỏi kệ siêu thị, và khách du lịch và các công ty du lịch hủy các chuyến đi đến Hàn Quốc.
Tập đoàn Lotte của Hàn Quốc trở thành tâm điểm đặc biệt. Lotte đã đồng ý trao đổi đất, một sân gôn ở Seongju, với chính phủ Hàn Quốc sẽ được sử dụng cho việc triển khai THAAD. Ngoài việc người tiêu dùng tẩy chay các cửa hàng Lotte ở Trung Quốc, chính quyền thành phố cũng bất ngờ phát hiện ra rằng các cửa hàng và nhà máy của Lotte vi phạm các quy định về an toàn phòng cháy chữa cháy và các quy định khác của địa phương, dẫn đến việc đóng cửa 75 trong số 99 siêu thị Lotte.
Doanh số tháng 3 của Hyundai và thương hiệu chị em Kia Motors tại Trung Quốc giảm 52% so với một năm trước xuống còn 72.000 xe, mức thấp nhất kể từ năm 2014. Du lịch Trung Quốc cũng giảm mạnh 39,4% (so với tháng 3/2016) trong tháng 3. Kết quả là, Trung Quốc đã trở thành quốc gia bị Hàn Quốc ghét bỏ hơn cả Nhật Bản, theo một cuộc thăm dò dư luận do Viện Nghiên cứu Chính sách Asan thực hiện vào tháng 3 năm 2017.
Kết quả là, ngành phân phối của Hàn Quốc bị ảnh hưởng. Người tiêu dùng Trung Quốc không còn bị thu hút bởi các sản phẩm Hàn Quốc và các nhà bán lẻ Trung Quốc đã tẩy chay các sản phẩm của Hàn Quốc. Do tiêu dùng của Trung Quốc giảm, các cửa hàng bách hóa, cửa hàng miễn thuế, nhà hàng và ngành công nghiệp ô tô của Hàn Quốc bị ảnh hưởng nghiêm trọng. Tuy nhiên, các tập đoàn Hàn Quốc đã phải tồn tại vì Trung Quốc là thị trường lớn nhất thế giới.
Hyundai đã phải dừng hoạt động của các nhà máy Trung Quốc và thiệt hại kinh tế rất đáng kể. Vòng luẩn quẩn đã lặp lại khi sản lượng tiêu thụ sụt giảm khiến sản xuất bị đình chỉ. Các công ty sản xuất linh kiện ô tô của Trung Quốc đã ngừng phân phối cho các nhà máy ô tô của Hyundai đặt tại Trung Quốc và điều này đã ảnh hưởng tiêu cực đến việc quản lý ô tô của Hyundai. THAAD đã có tác động to lớn đến nền kinh tế Hàn Quốc trong các lĩnh vực kinh doanh khác nhau và làm giảm giá trị thương hiệu của các công ty Hàn Quốc vì lý do chính trị.

#### Văn hóa
Văn hóa Hàn Quốc, các ca sĩ, diễn viên và vũ công được giới trẻ Trung Quốc yêu thích vì sự phát triển của internet và xuất khẩu các nội dung văn hóa Hàn Quốc. Sau khi tranh chấp THAAD diễn ra, một "lệnh giới hạn của Hàn Quốc" (Chinese) được đặt trên Hallyu. Tại Trung Quốc, các sự kiện văn hóa Hallyu đã bị hủy bỏ, các diễn viên Hàn Quốc phải nghỉ việc và các phương tiện truyền thông Hàn Quốc hạn chế được xuất khẩu sang Trung Quốc. Lệnh cấm đã được dỡ bỏ ngay sau đó và mối quan hệ nguội lạnh.

### Tranh cãi về chiến tranh Triều Tiên của BTS
Vào ngày 13 tháng 10 năm 2020, RM, một thành viên của BTS, đã có một bài phát biểu về Chiến tranh Triều Tiên, nơi anh ấy nói với Hàn Quốc chia sẻ lịch sử đau thương với Hoa Kỳ. Điều này đã gây ra sự náo động ở Trung Quốc và các phương tiện truyền thông Trung Quốc đã chỉ trích BTS vì những gì họ cho là thiên vị và vô cảm đối với vai trò của Trung Quốc ở phía bên kia của cuộc xung đột và một số cư dân mạng Trung Quốc đã kêu gọi tẩy chay văn hóa đại chúng của Hàn Quốc. Điều này đã dẫn đến phản ứng dữ dội của một số cư dân mạng Hàn Quốc, những người cáo buộc Trung Quốc đã thổi phồng tình hình.

### Tranh cãi lịch sử
Các tuyên bố lịch sử của Trung Quốc xung quanh Goguryeo và các vương quốc liên quan của nó đã tạo ra một số căng thẳng giữa Hàn Quốc và CHND Trung Hoa. Chính phủ CHND Trung Hoa gần đây đã bắt đầu Dự án Đông Bắc, một dự án nghiên cứu gây tranh cãi của chính phủ Trung Quốc tuyên bố Goguryeo và các vương quốc khác của Triều Tiên, bao gồm Gojoseon, Buyeo và Balhae, là các quốc gia triều cống của Trung Quốc. Điều này đã gây ra một cuộc náo động lớn ở Hàn Quốc khi dự án được công bố rộng rãi vào năm 2004.
Vào ngày 14 tháng 10 năm 2020, hãng truyền thông JTBC của Hàn Quốc đã phát hiện ra rằng một số sách giáo khoa của các trường học Mỹ đã dạy Hàn Quốc như một phần của Trung Quốc và chỉ giành được độc lập từ Trung Quốc vào năm 1876, gây ra những tranh cãi và chỉ trích rằng Trung Quốc đang cố gắng thao túng lịch sử của Hàn Quốc và các trường học ở Hoa Kỳ đã đồng lõa với việc bỏ bê giáo dục. Đoàn làm phim của JTBC cũng phát hiện ra rằng các phương tiện truyền thông xã hội của Trung Quốc như Baidu cũng đã làm sai lệch lịch sử Hàn Quốc và loại bỏ, Hán hóa nhiều nhân vật Hàn Quốc (Kim Gu, Yun Dong-ju) hoặc thay vào đó gọi là "Chosun" hơn là "Hàn Quốc".